# Korzeńsko (przystanek kolejowy)
Korzeńsko – przystanek kolejowy w Korzeńsku, w województwie dolnośląskim, w Polsce. Według klasyfikacji PKP ma kategorię dworca lokalnego. Stacja graniczna dla województw dolnośląskiego i wielkopolskiego oraz stacja graniczna w 1939.

## Ruch pasażerski
| Rok  | Wymiana pasażerska na dobę |
| ---- | -------------------------- |
| 2017 | 300-499                    |
| 2022 | 300-499                    |

## Połączenia
- Poznań Główny
- Rawicz
- Wrocław Główny
- Żmigród